# はにべあゆみ
はにべ あゆみ（1950年12月25日 - ）は、劇団東京乾電池所属の女優。大阪府大阪市出身。旧芸名は土部 歩（はにべ あゆみ）。

## 略歴
大阪府立高津高等学校、桐朋学園大学演劇科卒業。大学卒業後の1973年、劇団民藝に入団。1976年、『俺たちの朝』（日本テレビ）でドラマ初レギュラー。
劇団民藝在団中に文化庁在外研修員として留学し、歌のレッスンを積むなどして、ミュージカルの道を志して劇団四季のオーディションを受ける。
2003年、劇団四季に入団。『アンデルセン』のセリーヌ役で初舞台。
2018年、劇団東京乾電池に入団。

## 出演作品

### 劇団民藝時代
- 奇蹟の人 - ヘレン・ケラー役
- 炎の人
- 嬰児ごろし
- ルナサの祭り
- ナイン
- ラブコール
- オリバー

### 劇団四季時代
- アンデルセン - セリーヌ役
- 魔法をすてたマジョリン - ブツクサス、プレッツェル婆さん役
- 人間になりたがった猫 - トリバー役
- ブラックコメディ - ファーニバル嬢役
- 壁抜け男 - 八百屋、娼婦
- 桃次郎の冒険- お婆さん役
- この生命誰のもの
- 美女と野獣
- はだかの王様
- サウンドオブミュージック
- ジョン万次郎の夢

### 映画
- 男はつらいよ 寅次郎あじさいの恋（1982年、松竹）
- 男はつらいよ 浪花の恋の寅次郎
- 道頓堀川
- 真夜中の招待状
- 昭和枯れすすき
- 消えた青春

### テレビドラマ
- 俺たちの旅 （1976年、日本テレビ　第26話「男は力いっぱい生きるのです」）
- 俺たちの朝 （1976年、日本テレビ・東宝） - 佐伯順子役
- Yの悲劇 （1978年、フジテレビ）- 矢ヶ崎百合役[1]
- 太陽にほえろ! （1978年、日本テレビ　第320話「翔べないカナリア 」）
- 木曜ゴールデンドラマ『花嫁の父』 （1981年4月23日、日本テレビ）
- 木曜ゴールデンドラマ『百円ケーキの歌』 （1981年7月16日、日本テレビ）
- はぐれ刑事純情派 第15シリーズ （2002年、テレビ朝日　第25話「包丁を抱く女！安浦家に大事件が!?」）